# 李昭楠
李昭楠（1982年9月22日—），中国足球运动员，司职后卫，现效力于中超球队河南建业。